# Heitor Martins
Heitor Sant’Anna Martins (Marília, 6 de novembro de 1967) é consultor de empresas, filho do médico mineiro Antônio Martins e da linguista paulistana Nilce Martins. Heitor nasceu em 1967, em Marília, interior de São Paulo e é casado com a advogada e empresária Fernanda Feitosa. Formado em Administração Pública pela Fundação Getulio Vargas (FGV), possui MBA pela Universidade de Michigan. É Sócio Sênior da McKinsey & Company.

## Biografia
Apresenta uma significativa trajetória no universo das artes. É diretor-presidente do Museu de Arte de São Paulo Assis Chateaubriand (MASP), foi presidente da Fundação Bienal Internacional de Arte de São Paulo, entre 2009 e 2013.
Foi ainda vice-presidente da Orquestra Sinfônica do Estado de São Paulo (OSESP) entre 2013 e 2016 e integrou diversos conselhos nas áreas de Cultura e Educação.
Listado pela Bloomberg Línea como uma das 500 pessoas mais influentes da América Latina em 2023 devido ao seu envolvimento no cenário das artes e cultura.

### Recuperação da Bienal de São Paulo
Heitor chegou à presidência da Fundação Bienal, em 2009, com o desafio de realizar a 29ª Bienal de São Paulo após um ano daquela que ficou conhecida como “Bienal do vazio” – a 28ª Bienal de São Paulo manteve um andar inteiro vazio para propor uma reflexão sobre o sistema das Bienais.
Quando Heitor assumiu esse papel, a dívida da Fundação Bienal se acumulava em mais de R$ 5 milhões. Em meio às discussões sobre o possível adiamento da 29ª Bienal de São Paulo, o grupo julgou essencial manter a mostra e abraçou o desafio de realizá-la com um prazo mínimo de um ano e um mês. Se a exposição anterior foi marcada pelo vazio, esta seria cheia, com uma grande quantidade de obras ocupando todo o pavilhão, como forma de mostrar à sociedade que aquela instituição continuava viva.
A gestão de Heitor também realizou a 30ª Bienal, que quebrou paradigmas ao trazer um curador estrangeiro, o venezuelano Luis Pérez-Oramas, então curador do Moma (Museu de Arte Moderna, em Nova York) para a América Latina – além de ter sido responsável por organizar a representação brasileira na Bienal de Veneza.

### Revitalização do MASP
Em 2014, Heitor foi convidado a assumir a presidência do Masp, período em que houve uma reorganização administrativa no museu, devido à severa crise financeira e institucional que enfrentava. Foram criadas metas de governança, desempenho e renegociação de dívidas, busca por novas parcerias com instituições privadas, além da renovação da infraestrutura, com a aquisição de um prédio anexo.
Houve um severo corte de gastos, reorganização administrativa, assim como a busca por novas receitas e parcerias com a iniciativa privada. Foram criadas metas de governança, desempenho e renegociação de dívidas, além da renovação de sua infraestrutura.
Além das questões administrativas, foram realizadas transformações na programação curatorial. Heitor nomeou Adriano Pedrosa como diretor artístico, o que alavancou ainda mais a visibilidade e o reconhecimento do MASP, que passou a ter exposições de grande sucesso, como Histórias afro-atlânticas, realizada em 2018 em parceria com o Instituto Tomie Ohtake e cuja versão itinerante nos Estados Unidos foi eleita a melhor daquele ano pelo New York Times. Atualmente, a diretoria do museu é também composta por Carolina Rossetti, diretora de relações institucionais, e Marcelo Ribeiro, diretor financeiro e de operações.
Em sua gestão foram criados programas para a doação de pessoas físicas e empresas que contribuem diretamente na manutenção do museu. Dentre eles, estão o Amigo MASP e a Empresa Amiga MASP, uma iniciativa de fidelização que tem por objetivo arrecadar recursos para os projetos do MASP e, como contrapartida, oferece benefícios aos participantes. Destaca-se também o programa de patronos e jovens patronos do MASP, que garante, através de doações de pessoas físicas, uma rede de sustentação na vida e desenvolvimento do Museu.
Outro marco da gestão foi a retomada, em dezembro de 2015, dos cavaletes de concreto e cristal projetados por Lina Bo Bardi como suporte para as obras do acervo do MASP, quase vinte anos após a sua retirada. Os cavaletes ficam dispostos em fileiras na sala ampla, livre de divisórias, do segundo andar do museu. Retirar as obras da parede e colocá-las nos cavaletes possibilita um encontro mais próximo do público com os trabalhos, e o visitante pode caminhar entre as obras, como em uma floresta de obras, que parecem flutuar no espaço. O espaço aberto, fluido e permeável oferece múltiplas possibilidades de acesso e de leitura, eliminando hierarquias e roteiros predeterminados.
Para dar continuidade ao projeto de restabelecer o MASP, Martins conta com o apoio de um grupo de conselheiros, formado principalmente por representantes da iniciativa privada, em especial bancos e grandes empresas.
Este período foi marcado também pela adesão do público. Em 2022, 440 mil pessoas visitaram a instituição, representando um aumento de 88% em relação ao ano anterior. 

#### Renovação da infraestrutura
Durante a gestão de Martins, também foi iniciado um projeto de expansão e modernização da infraestrutura, que adicionará 7.680m² à área do museu. Foi iniciada a restauração do prédio Lina Bo Bardi, incluindo a arquitetura original, áreas de acervo, salas expositivas, espaços administrativos, troca do sistema de ar condicionado e iluminação, assim como a reforma do sistema de segurança.
Além disso, foi iniciada a construção de um novo prédio, chamado Pietro Maria Bardi, que permitirá a expansão da área de acervo do museu, possibilitando que o MASP receba um maior número de visitantes. Outro projeto, ainda, é a construção de uma área de docas, que expande as possibilidades para organizar grandes exposições internacionais com maior segurança. Os dois edifícios serão conectados por uma galeria subterrânea, com pé-direito de 2,50 metros, comprimento de 48,80 metros e largura de 5 metros. A expansão do MASP faz parte do projeto elaborado pelo arquiteto Júlio Neves, com projeto arquitetônico e coordenação conduzida pelo escritório Metro Arquitetos, assinado por Martin Corullon e Gustavo Cedroni, e tem previsão de inauguração para o ano de 2024.

### Outras atuações na cultura e na educação
De 2013 a 2016, Heitor ocupou a vice-presidência da Orquestra Sinfônica do Estado de São Paulo (Osesp). Criou o Conselho Consultivo e a expansão dos mecanismos de captação de recursos para a instituição.
Entre 2019 e 2022, integrou o Conselho Estadual de Cultura e Economia Criativa da Secretaria da Cultura e Economia Criativa do Estado de São Paulo, responsável pela avaliação de programas e estabelecimento de diretrizes para a política cultural do Estado. Atualmente, também é membro dos conselhos do Insper, Instituto Tomie Ohtake e Fundação Itaú para Educação e Cultura.